# Ouro Branco (Rio Grande do Norte)
Ouro Branco é um município no estado do Rio Grande do Norte (Brasil), localizado na região do Seridó. De acordo com o censo realizado pelo IBGE (Instituto Brasileiro de Geografia e Estatística) no ano 2022, sua população era de 4.913 habitantes. Ainda de acordo com o IBGE a população estimada em 2024 é de 5.071 em uma área territorial de 253 km².

## História
Ouro Branco foi fundada em 16 de julho de 1905 por Cirilo de Souza, conhecido por "Velho do Poção", e Manoel Correia do Cobiçado. Seu reconhecimento formal, instalação do Povoado do Espírito Santo — antigo nome de Ouro Branco — deu-se com a inauguração da primeira feira organizada por seus dois fundadores. O Povoado do Espírito Santo foi instalado pelo Cel. Felinto Elísio de Oliveira Azevedo, Presidente da Intendência Municipal de Jardim do Seridó, cidade na qual o povoado estava ligado político-administrativamente. 
Em 1920 o nome mudou de "Espírito Santo" para "Ouro Branco", sinônimo literário do algodão mocó, dada a relevância da cotonicultura para economia do município na época. A lei que mudou o nome do povoado foi a Lei nº 43, de 10 de maio de 1920 e foi criada pelo Presidente da Intendência de Jardim do Seridó, Heráclio Pires Fernandes. Entre 1944 e 1948 a vila mudou de nome novamente, tornando conhecida por "Manairama", motivado pelo poeta Manoel Felipe da Costa Filho, que através de seus versos fazia comparações do algodão com o maná em rama. Em 23 de dezembro de 1948 pela lei nº 146, volta a denominação de "Ouro Branco".
Pelo Decreto Estadual nº 726, de 11 de setembro de 1934, assinado pelo interventor federal Mário Câmara, elevou-se o povoado a categoria de distrito administrativo, com subprefeito municipal. A cidade tornou-se emancipada politicamente, (antes distrito pertencente à Jardim do Seridó) em 21 de novembro de 1953, tendo Luiz Basílio como um dos principais mediadores do processo de emancipação política de Ouro Branco, contando com o apoio do então deputado estadual João Guimarães, patrono do projeto de criação do município, que encontrou resistência dentro da Assembleia Legislativa para aprovação do projeto.
Francisco Lucena de Araújo Filho - Dr. Araújo - (Médico, Ex-Prefeito, Ex-Vereador e atual Vice-Prefeito da cidade), exclama na primeira parte do primeiro parágrafo do prefácio do Livro "Ouro Branco: de 1722 a 1954": Ah! Se eu pudesse falar a língua dos anjos a recitar do cume da "Serra do Poção", contemplando a bela cidade de Ouro Branco, o entoar de todos aqueles que fizeram nossa história. No livro acima citado o escritor ourobranquense José Fabrício de Lucena narra, livre dos mitos e das lendas, prezando por dados históricos a história de Ouro Branco no período proposto.

## Cultura e lazer
O município possui uma banda de música que recebeu o nome de Filarmônica Manoel Felipe Nery, uma homenagem a um dos primeiros professores de música de Ouro Branco. O primeiro maestro foi Urbano Medeiros, missionário da Igreja Católica e o primeiro professor de música foi Honório Capiba.
A Filarmônica Manoel Felipe Nery é administrada pela Prefeitura Municipal de Ouro Branco. Existe ainda a Associação Comunitária dos Músicos Ourobranquenses formada por músicos da cidade, especialmente por componentes e ex-componentes da Filarmônica. O Atual presidente da associação é o músico Roberto Jeferson, ou Terrinha como prefere ser chamado. Terrinha substituiu o Maestro Ademir dos Santos Silva.